# Джес Уолтър
Джес Уолтър (на английски: Jess Walter) е американски журналист, разследващ репортер и писател, автор на произведения в жанровете трилър, криминален роман и научна фантастика.

## Биография и творчество
Джес Уолтър е роден на 20 юли 1965 г. в Спокан, щата Вашингтон, САЩ. Завършва журналистика и творческо писане в Източния Вашингтонски университет.
Работи осем години като спортен и криминален журналист в „Спокан-Ревю“. Специализира се в отразяването на сложни престъпни теми като обсадата на ФБР в Руби Ридж в Айдахо, процеса срещу О. Дж. Симпсън и престъпления на серийни убийци. Пише статии в „Плейбой“, „Нюзуик“, „Вашингтон Пост“, „Лос Анджелис Таймс“, „Бостън Глоубс“ и много други.
Първата му книга „Every Knee Shall Bow“ е публикуван през 1995 г. Тя представя трегичната конфронтация между семейството на Ранди Уивър и американското федерално правителство в Руби Ридж през 1992 г. През 1996 г. книгата е екранизирана в телевизионния филм „The Siege at Ruby Ridge“ (Обсадата на Руби Ридж) с участието на Ранди Куейд, Лора Дърн и Кирстен Дънст.
Първият му криминален роман „Over Tumbled Graves“ от поредицата „Каролин Мабри“ е публикуван през 2001 г.
Романът му „Citizen Vince“ (Гражданинът Винс) от 2004 г. е удостоен с наградата „Едгар Алън По“. Следващият му трилър „Нулата“ е номиниран за Националната награда за литература.
Романът му „Beautiful Ruins“ става №1 в списъка на бестселърите на „Ню Йорк Таймс“.
Книгите му са преведени на над 25 езика по света.
Джес Уолтър живее със семейството си в родния си дом в Спокан.

## Произведения

### Самостоятелни романи
- Citizen Vince (2004) – награда „Едгар“
- The Zero (2006)
Нулата, изд.: ИК „Бард“, София (2007), прев. Венцислав Божилов
- The Financial Lives of the Poets (2009)
- Beautiful Ruins (2012)

### Серия „Каролин Мабри“ (Caroline Mabry)
1. Over Tumbled Graves (2001)
2. Land of the Blind (2003)

### Участие в общи серии

#### Серия „Затопляне“ (Warmer)
1. The Way the World Ends (2018)
от серията има още 6 романа от различни автори

### Сборници
- We Live in Water (2013) – разкази

### Документалистика
- Every Knee Shall Bow: The Truth and Tragedy of Ruby Ridge and the Randy Weaver Family (1995) – издаден и като „Ruby Ridge“
- In Contempt (1996) – с Кристофър Дардън

### Екранизации
- 1996 The Siege at Ruby Ridge – ТВ филм, по „Every Knee Shall Bow“